# اوتاسیلیو جالس
اوتاسیلیو جالس (به پرتغالی: Otacilio Jales da Silva Neto) هافبک اهل برزیل است که در شهر موسورو و در تاریخ ۲ ژانویهٔ ۱۹۸۴ به دنیا آمده‌است.
اوتاسیلیو جالس در تیم‌های فوتبال سانتاکروز سابقهٔ حضور دارد.